# Душан Томич
Душко Томич (роден на 14 август 1958, Рума) е сръбски футболен треньор и бивш професионален футболен вратар.
Като вратар играе за редица клубове в Югославската първа лига

## Успехи
- Носител на Купа на България за 2016 с ЦСКА. (като кондиционален треньор)
- Шампион на Югозападна В група за 2015/2016 с ЦСКА (София). (като кондиционален треньор)